# Ogley Hay Rural
Ogley Hay Rural var en civil parish 1896–1934 när det uppgick i Hammerwich, i grevskapet Staffordshire i England. Civil parish var belägen 7 km från Lichfield och hade 318 invånare år 1931.